# Cologania biloba
Cologania biloba là một loài thực vật có hoa trong họ Đậu. Loài này được (Lindl.) G.Nicholson miêu tả khoa học đầu tiên.